# Tulip Bowl
Der Tulip Bowl ist das Finale der höchsten niederländischen American-Football-Liga. Organisiert wird der Tulip Bowl vom niederländischen American-Football-Verband AFBN. 
Der Bowl wird seit 1985 ausgetragen. Beim ersten Mal noch Super Bowl genannt, trägt er seit 1986 den Namen Tulip Bowl. Der Sieger des Tulip Bowls darf sich als Niederländischer Meister bezeichnen. Rekordsieger und -teilnehmer sind die Amsterdam Crusaders mit 20 Erfolgen bei 28 Teilnahmen. Insgesamt nahmen bisher 13 verschiedene Mannschaften am Tulip Bowl teil, von denen sich immerhin acht in die Siegerliste eintragen konnten.

## Ergebnisse
| Bowl Nr.   | Datum         | Sieger               | Verlierer            | Ergebnis    | Ort                               | Referenz |
| ---------- | ------------- | -------------------- | -------------------- | ----------- | --------------------------------- | -------- |
| Super Bowl |               |                      |                      |             |                                   |          |
|            | 1985          | Amsterdam Rams       | Amsterdam Crusaders  | 36:14       | Stadion Galgenwaard, Utrecht      | [ 2 ]    |
| Tulip Bowl |               |                      |                      |             |                                   |          |
| II         | 1986          | Den Haag Raiders     | Amsterdam Rams       | 32:13       |                                   |          |
| III        | 1987          | Amsterdam Crusaders  | Den Haag Raiders     | 47:13       |                                   |          |
| IV         | 1988          | Amsterdam Crusaders  | Amsterdam Rams       | 20:17       |                                   |          |
| V          | 1989          | Amsterdam Crusaders  | Amsterdam Rams       | 36:00       |                                   |          |
| VI         | 1990          | Amsterdam Crusaders  | Den Haag Raiders     | 28:22       |                                   |          |
| VII        | 1991          | Amsterdam Crusaders  | Den Haag Raiders     | 22:11       |                                   |          |
| VIII       | 1992          | Den Haag Raiders     | Utrecht Vikings      | 42:13       |                                   |          |
| IX         | 1993          | Amsterdam Crusaders  | Den Haag Raiders     | 15:14       |                                   |          |
| X          | 1994          | Den Haag Raiders     | Tilburg Steelers     | 20:60       |                                   |          |
| XI         | 1995          | Tilburg Steelers     | Rotterdam Trojans    | 26:60       |                                   |          |
| XII        | 1996          | Rotterdam Trojans    | Amsterdam Crusaders  | 4:0         |                                   |          |
| XIII       | 1997          | Rotterdam Trojans    | Amsterdam Crusaders  | 17:10       |                                   |          |
| XIV        | 1998          | Amsterdam Crusaders  | Hilversum Hurricanes | 20:11       |                                   |          |
| XV         | 1999          | Amsterdam Crusaders  | Hilversum Hurricanes | 36:00       |                                   |          |
| XVI        | 2000          | Hilversum Hurricanes | Amsterdam Crusaders  | 24:00       |                                   |          |
| XVII       | 2001          | Hilversum Hurricanes | Limburg Wildcats     | 7:6         |                                   |          |
| XVIII      | 2002          | Amsterdam Crusaders  | Rotterdam Trojans    | 7:0         |                                   |          |
| XIX        | 2003          | Amsterdam Crusaders  | Hilversum Hurricanes | 6:2         |                                   |          |
| XX         | 2004          | Amsterdam Crusaders  | Hilversum Hurricanes | 22:60       |                                   |          |
| XXI        | 2005          | Amsterdam Crusaders  | Hilversum Hurricanes | 18:60       |                                   |          |
| XXII       | 2006          | Amsterdam Crusaders  | Delft Dragons        | 27:20 n. V. | Lelystad                          | [ 2 ]    |
| XXIII      | 28. Okt. 2007 | Maastricht Wildcats  | Amsterdam Crusaders  | 25:16       | Amsterdam                         | [ 2 ]    |
| XXIV       | 13. Juli 2008 | Amsterdam Crusaders  | Maastricht Wildcats  | 20:80       | Arnhem                            | [ 2 ]    |
| XXV        | 12. Juli 2009 | Amsterdam Crusaders  | Lightning Leiden     | 37:70       | Rotterdam                         | [ 2 ]    |
| XXVI       | 4. Juli 2010  | Amsterdam Crusaders  | Maastricht Wildcats  | 28:22       | Nijmegen                          | [ 2 ]    |
| XXVII      | 10. Juli 2011 | Maastricht Wildcats  | Alphen Eagles        | 16:14       | Hilversum                         | [ 2 ]    |
| XXVIII     | 8. Juli 2012  | Alphen Eagles        | Amsterdam Crusaders  | 34:30       | Almere                            | [ 2 ]    |
| XXIX       | 7. Juli 2013  | Alphen Eagles        | Amsterdam Crusaders  | 23:12       | Arnhem                            | [ 2 ]    |
| XXX        | 6. Juli 2014  | Alphen Eagles        | Amsterdam Crusaders  | 14:12       | Sportpark 't Cranevelt, Arnhem    | [ 3 ]    |
| XXXI       | 5. Juli 2015  | Amsterdam Crusaders  | Alphen Eagles        | 21:60       | Sportpark De Eendracht, Amsterdam | [ 4 ]    |
| XXXII      | 2. Juli 2016  | Amsterdam Crusaders  | 010 Trojans          | 40:60       | Amsterdam                         | [ 5 ]    |
| XXXIII     | 1. Juli 2017  | Amsterdam Crusaders  | 010 Trojans          | 33:13       | Yanmar Stadion, Almere            | [ 6 ]    |
| XXXIV      | 8. Juli 2018  | Hilversum Hurricanes | Lelystad Commanders  | 24:13       | Sportpark Sloten, Amsterdam       | [ 7 ]    |
| XXXV       | 7. Juli 2019  | Amsterdam Crusaders  | Lelystad Commanders  | 37:70       | Sportpark ’t Cranevelt, Arnhem    | [ 8 ]    |
| XXXVI      | 3. Juli 2022  | Amsterdam Crusaders  | 010 Trojans          | 50:00       | Sportpark Sloten, Amsterdam       | [ 9 ]    |
| XXXVII     | 9. Juli 2023  | Lightning Leiden     | Lelystad Commanders  | 14:90       | Sportpark De Marken, Almere Haven |          |
| XXXVIII    | 7. Juli 2024  | Lightning Leiden     | Maastricht Wildcats  | 24:14       | Sportpark Montgomery, Leiden      |          |
| XXXIX      | 6. Juli 2025  | Amsterdam Crusaders  | Groningen Giants     | 39:18       | Sportpark Sloten, Amsterdam       |          |

## Rangliste der Teams
| Platz | Team                  | Titel | Teilnahmen |
| ----- | --------------------- | ----- | ---------- |
| 1     | Amsterdam Crusaders   | 22    | 30         |
| 2     | Hilversum Hurricanes  | 3     | 8          |
| 3     | Den Haag Raiders      | 3     | 7          |
| 4     | Alphen Eagles         | 3     | 5          |
| 5     | Maastricht Wildcats * | 2     | 6          |
| 6     | Rotterdam Trojans     | 2     | 4          |
| 7     | Lightning Leiden      | 2     | 3          |
| 8     | Amsterdam Rams        | 1     | 4          |
| 9     | Tilburg Steelers      | 1     | 2          |
| 10    | 010 Trojans           | –     | 3          |
| 10    | Lelystad Commanders   | –     | 3          |
| 12    | Delft Dragons         | –     | 1          |
| 12    | Groningen Giants      | –     | 1          |
| 12    | Utrecht Vikings       | –     | 1          |